# Chief Justice (Namibia)

Supreme Court in Windhoek

Der Chief Justice ist der höchste Richter in Namibia. Er sitzt dem Supreme Court als oberstem und Verfassungsgericht vor. Seine Aufgaben und Ernennung gründen sich auf dem Judicary Act aus dem Jahr 2015. Er steht an der Spitze der Gerichtsorganisation in Namibia.
Dem Chief Justice steht ein Vize, der Deputy Chief Justice, bei.  Er ist Teil der Judikative und wird auf Vorschlag der Justizkommission vom Staatspräsidenten ernannt. Der Chief Justice wiederum hat als Mitglied der Justizkommission das Vorschlagsrecht zur Ernennung von Richtern.

## Bisherige Amtsinhaber
| Nr. | Foto | Name                                 | Lebensdaten | Amtszeit                   |
| --- | ---- | ------------------------------------ | ----------- | -------------------------- |
| 1   |      | Hans Joachim Berker                  | 1924–1992   | 21. März 1990–5. Juli 1992 |
| 2   |      | Ismail Mahomed                       | 1931–2000   | Juli 1992–1999             |
| 3   |      | Johan Strydom                        | * 1938      | März 1999–Juni 2003        |
|     |      | Johan Strydom (kommissarisch)        | * 1938      | Juni 2003–September 2004   |
|     |      | Simpson Mtambanengwe (kommissarisch) | 1930–2017   | Oktober 2004–November 2004 |
| 4   |      | Peter Shivute                        | * 1963      | seit dem 1. Dezember 2004  |